# Miroslava Brković
Miroslava Brković (Beograd, 28. mart 1979) je srpska slikarka iz Beograda.

## Biografija
Diplomirala je 2003. godine na Fakultetu primenjenih umetnosti u Beogradu, na Odseku zidno slikarstvo. Od 2006. godine je u statusu slobodnog umetnika, koji prekida zbog rada u prosveti kao profesor likovne kulture 2012. godine. Status slobodnog umetnika nastavlja 2014. godine.
Biografija i radovi su joj objavljeni u okviru knjige "Atlas likovnih umetnika primenjenih umetnosti i dizajnera Srbije - 21. vek", 2014. godine , autori Slobodan Maldini i Sofia Lancoš Maldini.
Članica je ULUPUDS-a i ULUS-a od 2006. godine.
Živi i radi u Beogradu.

## Samostalne izložbe
- 2006. „Dan prirode“, Dom Vojske SCG – Velika Galerija, Beograd
- 2005. „Uđi u šumu, pronađi i progledaj“, Galerija 73', Beograd
- 2005. „Neki drugi život“, Dom kulture Ribnica, Kraljevo

## Grupne izložbe
- 2019.

Izložba samostalnih umetnika ULUS-a, povodom obeležavanja 100 godina od osnivanja ULUS-a, Umetnički paviljon Cvijeta Zuzorić
- 2017.

Prolećna izložba, ULUS, Umetnički paviljon Cvijeta Zuzorić
- 2017.

Mali format, Mala galerija ULUPUDS-a
- 2016.

48. Majska izložba, Galerija RTS
- 2016.

Prolećna izložba, ULUS, Umetnički paviljon Cvijeta Zuzorić
- 2015.

Drugo beogradsko trijenale crteža i male plastike, Umetnički paviljon Cvijeta Zuzorić
- 2015.

Otvoreni oktobarski salon 2015, Ciglana - klub ljubitelja teške industrije
- 2015.

Jesenja izložba ULUS-a, Umetnički paviljon Cvijeta Zuzorić
- 2014.

Novogodišnja prodajna izložba umetnika – članova Udruženja likovnih umetnika Srbije, Umetnički paviljon Cvijeta Zuzorić
- 2012.

44. Majska izložba, tema: „U škripcu“, „Muzej primenjene umetnosti“
“Godišnja izložba slikarsko-grafičke sekcije ULUPUDS-a“, Galerija „Singidunum“
“Tradicionalno moderno”, izložba članova ULUPUDS-a, Galerija 73'
„Radovi malog formata“ članova ULUPUDS-a, izložba je obišla više gradova Srbije
- 2011.

18. beogradska mini-art scena „Minijatura-mikro-natura“, Galerija „Singidunum“
“Tradicionalno moderno”, izložba slikarsko - grafičke sekcije ULUPUDS-a, Galerija 73'
- 2009.

41. Majska izložba „Svetlost”, Muzej istorije Jugoslavije, Muzej “25. maj”
- 2008.

15. beogradska mini-art scena „Metamorfoze“, Galerija „Singidunum“
- 2007.

„14. beogradska mini-art scena“, Galerija „Singidunum“
39. Majska izložba „Ubrzenje“, izložbeni prostor: „Javno kupatilo“
„Zimski salon“, Galerija “Progres”
- 2006.

„Prolećna izložba“, Umetnički paviljon “Cvijeta Zuzorić”
„38. Majska izložba“, Muzej istorije Jugoslavije, Muzej “25. maj”
“Novi članovi“, Gelerija “SULUJ”
“Novi članovi“, Umetnički paviljon “Cvijeta Zuzorić”
“Zvuci praskozorja”, Internacionalni likovni karavan, Likovni salon “Eurohotel” Struga, Ohrid - Makedonija
- 2005.

“Novembarski salon“, Galerija “Maržik”, Kraljevo
„8. međunarodni bijenale umetnosti minijature“, Kulturni centar Gornji Milanovac
- 2004.

„36. Majska izložba“, Muzej istorije Jugoslavije, Muzej “25. maj”
- 2003.

“Studenti pete godine“, Galerija 73', Beograd
“Dipomska izložba 2003”, Muzej istorije Jugoslavije, Muzej “25. maj”
“Zidno slikarstvo“, Galerija Dom kulture "Ribnica", Kraljevo
“Studenti pete godine“, Galerija- Dom kulture, Jagodina
“Studenti pete godine“, Galerija “Boza Ilic”, Prokuplje
- 2002.

“Art-up”, Dom omladine, Galerija “Pogon”
“Studenti četvrte godine“, Dom kulture, Galerija “Mina Karadzić”, Loznica
- 2001.

“Bijenale jugoslovensnkog studentskog crteža“, Dom kulture "Studentski grad”

## Umetničke kolonije
- 2006. Umetnička kolonija “Internacionalni likovni karavan” Struga, Ohrid -Makedonija
- 2005. “Umetnička kolonija”, Kraljevo

## Dela u javnom prostoru
- 2003. Relizovan rad iz oblasti zidnog slikarstva - Likovna kompozicija pod nazivom “Traženje puta” izvedena u tehnici mozaik, izložena u prostoru Kulturno-obrazovnog centra “Čukarica”.